# Норкин, Леонид Маркович
Леонид Маркович Норкин (21 октября 1932, Ленинград — 22 октября 2007, Клифсайд Парк, округ Берген, Нью-Джерси) — советский поэт-песенник.

## Биография
Родился в Ленинграде, в семье Марка Шоломовича Норкина (1904—1971) и Елизаветы Лифшиц (1906—1979), уроженцев Бобруйска. Во время войны находился в блокадном Ленинграде.
В 1947—1948 годах участник литературного семинара Ленинградского Дворца Пионеров. В 40-х и 50-х годах участник литературных семинаров Бориса Лихарева, Вениамина Каверина, Всеволода Рождественского.
По образованию — специалист по микроэлектронике. В 1956 году окончил Ленинградский институт авиационного приборостроения (ЛИАП). С 1951 по 1953 год являлся главным редактором студенческой газеты Ленинградского института авиационного приборостроения.
С 1956 по 1990 год работал в Ленинградском конструкторском технологическом бюро (ЛКТБ) под руководством М. П. Гальперина.
Автор текстов более 200 песен. В 1957 году стал лауреатом Всемирного фестиваля молодёжи и студентов. Лауреат международных песенных конкурсов в г. Познань, Польша и в г. Турку, Финляндия.
Эмигрировал в США в 1991 году.
Автор и ведущий программы «Петербургский час» на русско-американском радио WRBS в Нью-Йорке. За 15 лет работы на радио выпустил в эфир более 750 передач.
Член Всемирного клуба петербуржцев. В 2002 году по его инициативе впервые в истории Петербургского радио совместно со Всемирным клубом петербуржцев вышла программа «Радиомост Нью-Йорк — Петербург» между русско-американской радиостанцией в Нью-Йорке и радиостанцией «Петербург».
С 2004 года член клуба русских писателей Нью-Йорка. С 2007 года член клуба русскоязычных ученых штата Массачусетс.
Умер 22 октября 2007 года.

## Творчество
Писал стихи на музыку многих советских композиторов, в числе которых А. Петров, А. Колкер, В. Дмитриев, Н. Мартынов, Я. Дубравин, Г. Сорочан. Песни на стихи Леонида Норкина вошли в репертуар Майи Кристалинской, Лидии Клемент, Эдуарда Хиля и Марии Пахоменко. Вахтанг Кикабидзе за исполнение песни Норкина «Приходит зрелости пора» получил приз «Золотой граммофон» в 1998 году.

## Публикации
- Л. Норкин. «Если б не было в мире влюблённых». Авторский сборник стихов и песен. Киев. Издательство «Интерпресс». 1994.
- «Ах, как быстро летят эти синие вёсны». Песни на стихи Леонида Норкина. Авторский компакт-диск. Канада. Emmix Nostalgia.